# Agrupación de Sociedades Asturianas de Trabajo Asociado y de Economía Social
La Agrupación de Sociedades Asturianas de Trabajo Asociado y de Economía Social (ASATA) es una federación de cooperativas y sociedades laborales asturiana cuyos fines son la defensa de los intereses de las empresas de trabajo asociado (como cooperativas de producción y sociedades laborales), así como la prestación de servicios que sirvan para el desarrollo y consolidación de esas empresas características de la economía social.
Los objetivos de ASATA incluyen:
- Representación y defensa de los intereses empresariales de las sociedades laborales, cooperativas de trabajo asociado y demás empresas cuya organización y propiedad esté participada mayoritariamente por los trabajadores.
- Informar, asesorar y apoyar a sus asociados en las necesidades de gestión.
- Organizar cursos y seminarios con el objetivo de potenciar la promoción empresarial y propiciar el desarrollo personal de sus integrantes.
- Difundir, promover y colaborar con iniciativas y programas que contribuyan al desarrollo y consolidación de las empresas de la economía social y la generación de empleo.

ASATA es miembro de la Confederación Española de Cooperativas de Trabajo Asociado (COCETA) y de la Confederación Empresarial de Sociedades Laborales de España (CONFESAL), y a través de éstas de la Confederación Empresarial Española de la Economía Social (CEPES). CEPES y COCETA relacionan a ASATA con la Alianza Cooperativa Internacional (ACI).